# كين ميلر (أمين متحف)
كين ميلر (بالإنجليزية: Ken Miller)‏ هو أمين متحف أمريكي، ولد في 1963.